# Lejarzo
Lejarzo en espagnol ou Lexartzu en basque, est une commune ou contrée de la municipalité d'Ayala, dans la province d'Alava, dans la Communauté autonome basque, en Espagne.